# Gordon Parry, Baron Parry
Gordon Samuel David Parry, Baron Parry DL FRSA (* 30. November 1925 in Narberth, Pembrokeshire, Wales; † 1. September 2004 in Llangwm, Pembrokeshire, Wales), war ein britischer Lehrer, Politiker der Labour Party sowie Aktivist, der Vorsitzender der Walisischen Tourismusverwaltung (Wales Tourist Board) war, sich für Natur- sowie Umweltschutzprojekte einsetzte und 1976 als Life Peer aufgrund des Life Peerages Act 1958 Mitglied des House of Lords wurde.

## Leben

### Lehrer und erfolglose Unterhauskandidaturen
Parry begann nach dem Schulbesuch in Neyland und einem Studium am Trinity University College in Carmarthen sowie der University of Liverpool 1945 eine Tätigkeit als Lehrer an den Grundschulen (Primary School) von Pembroke Dock, Neyland und Haverfordwest. Neben seiner beruflichen Laufbahn als Lehrer engagierte er sich auch politisch und vertrat die Labour Party zwischen 1948 und 1975 im Gemeinderat von Neyland (Neyland Urban District Council). Im Anschluss war er zwischen 1952 und 1962 sowie erneut von 1963 bis 1968 Bibliothekar und Verwalter (Housemaster) der County Secondary School in Haverfordwest. Zwischenzeitlich war er von 1962 bis 1963 Mitarbeiter am Pädagogischen Institut der University of Liverpool.
Bei der Unterhauswahl vom 9. Oktober 1959 war Parry erstmals Kandidat der Labour Party für ein Abgeordnetenmandat im House of Commons, unterlag jedoch im Wahlkreis Monmouth dem Wahlkreisinhaber der Conservative Party, Peter Thorneycroft.
Nach Beendigung seiner Tätigkeit an der County Secondary School in Haverfordwest fungierte er zwischen 1969 und 1978 als Direktor des Lehrerzentrums von Pembrokeshire (Pembrokeshire Teachers’ Centre).
Anfang der 1970er Jahre bewarb sich Parry drei weitere Male für die Labour Party, und zwar bei den Unterhauswahlen am 18. Juni 1970, 28. Februar 1974 sowie 10. Oktober 1974 jeweils im Wahlkreis Pembroke. Bei allen Wahlen unterlag er jedoch seinem Gegenkandidaten von den konservativen Tories, Nicholas Edwards, der später in der Regierung von Premierministerin Margaret Thatcher zwischen 1979 und 1987 Minister für Wales (Secretary of State for Wales) war.

### Oberhausmitglied und Aktivist für Tourismus, Natur- und Umweltschutz
Durch ein Letters Patent vom 21. Januar 1976 wurde Parry als Life Peer mit dem Titel Baron Parry, of Neyland in the County of Dyfed, in den Adelsstand erhoben und gehörte bis zu seinem Tod dem House of Lords als Mitglied an.
Kurz nach seinem Einzug ins Oberhaus wurde er zum Mitglied des Beratungsausschusses der Open University für Studien und Bildung ernannt und fungierte zwischen 1978 und 1984 auch als Vorsitzender dieses Gremiums. Während seiner Mitgliedschaft im Oberhaus engagierte sich Parry, der auch Fellow der Royal Society of Arts (FRSA) war, in zahlreichen touristischen Institutionen, aber auch in Organisationen zum Natur- und Umweltschutz. Er war von 1978 bis 1984 Vorsitzender der Walisischen Tourismusverwaltung (Wales Tourist Board) sowie kraft Amtes auch Mitglied der Britischen Tourismusverwaltung (British Tourist Authority), dem heutigen VisitBritain. In diesem Amt engagierte er sich nicht nur für die touristischen Sehenswürdigkeiten, sondern auch für die besonderen Umweltaspekte an der Küste sowie den ländlichen Gebieten von Pembrokeshire. 1979 wurde er zudem auch Fellow der Tourismus-Gesellschaft sowie Mitglied des Walisischen Berufungsausschusses für die Commonwealth Games und 1980 auch Fellow der Hotel and Catering and Institutional Management Association.
Ferner fungierte er zwischen 1979 und 1986 als Vorsitzender des Ausschusses für ein sauberes Wales (Keep Wales Tidy Committee) und war zugleich zwischen 1981 und 1991 Vorsitzender des Institutes für Reinigungsdienste (British Institute of Cleaning Science) sowie von 1983 bis 1987 Vorsitzender des Britischen Reinigungsrates (British Cleaning Council), der unter anderem den Preis für die sauberste Stadt Großbritanniens (Cleanest City Award) vergibt. Ferner war er von 1986 bis 1996 Vorsitzender der Kampagne für ein schönes Großbritannien (Keep Britain Beautiful Campaign) und zwischen 1986 und 1991 auch Vorsitzender der Gruppe für ein sauberes Großbritannien (Keep Britain Tidy Group), das spätere Tidy Britain, sowie im Anschluss von 1991 bis 1996 Vorsitzender der Umweltschutzorganisation Clean World International. Darüber hinaus engagierte er sich auch für Menschen mit Behinderungen und war nicht nur Präsident der Spastik-Gesellschaft, sondern auch des Regionalverbandes Südwales der Nationalen Gesellschaft für Kinder mit geistiger Behinderung und der Gesellschaft für behinderte Fahrer in Wales.
Von 1984 bis zu seinem Tod engagierte er sich des Weiteren in der Hafengesellschaft von Milford Haven (Milford Docks Company), und zwar zunächst als Vorsitzender sowie zuletzt von 1991 bis 2004 als Präsident. 1989 wurde er außerdem Ehren-Fellow der James Cook University (JCU) in Queensland sowie 1990 Ehren-Fellow des Instituts für Abfallwirtschaft (Institute of Waste Management) des Trinity University College in Camarthen und der University of Glamorgan.
1993 wurde Parry, dem die University of Wales einen Ehrendoktor im Fach Pädagogik (Hon.D.Ed.) verlieh, Deputy Lieutenant von Dyfed.
Parry, der zahlreiche Reisen in den US-Bundesstaat Georgia unternahm, wurde auch mit dem Titel eines Großmarschalls des in Macon stattfindenden International Cherry Blossom Festival geehrt und wurde dort auch zu einem Freund des früheren US-Präsidenten Jimmy Carter.

## Veröffentlichung
- A Legacy for Life, 1996